# Ormyrus destefanii
Ormyrus destefanii är en stekelart som beskrevs av Mayr 1904. Ormyrus destefanii ingår i släktet Ormyrus och familjen kägelglanssteklar. Inga underarter finns listade i Catalogue of Life.